# Anello di sangue
Anello di sangue (I Never Sang for My Father) è un film del 1970 diretto da Gilbert Cates, basato su un dramma teatrale di Robert Anderson.

## Trama
Gene, quarantenne professore universitario newyorkese, dopo un anno di vedovanza vorrebbe sposarsi con una dottoressa e andare a vivere in California dove lei è medico e vive coi figli. Ma come sua madre Margaret, che lo approva, è preoccupato per le conseguenze che la sua decisione potrebbe produrre sulla fragile salute del suo anziano padre Tom, irascibile e dominante. Poco tempo prima del matrimonio la madre muore e il padre rimane solo ad affrontare la vecchiaia. Gene ora è in dubbio se perseguire i suoi desideri o stare vicino al padre. La sorella Alice, che anni prima venne diseredata dal padre per aver sposato un ebreo senza il suo consenso, incoraggia Gene a vivere la sua vita.

## Premi e riconoscimenti
- 1971 - Premio Oscar
  - Candidatura al miglior attore per Melvyn Douglas
  - Candidatura al miglior attore non protagonista per Gene Hackman